# Sunderland Association Football Club 2021-2022
Questa voce raccoglie le informazioni riguardanti il Sunderland Association Football Club nelle competizioni ufficiali della stagione 2021-2022.

## Maglie e sponsor
| Casa | Trasferta |

Sponsor ufficiale: Great Annual Savings Group
Fornitore tecnico: Nike

## Organico

### Rosa
Rosa e numerazione aggiornate al 24 marzo 2022, tratte dal sito ufficiale del club.
| N. |                             | Ruolo | Calciatore       |
| -- | --------------------------- | ----- | ---------------- |
| 1  | Inghilterra (bandiera)      | P     | Lee Burge        |
| 2  | Galles (bandiera)           | D     | Niall Huggins    |
| 4  | Irlanda del Nord (bandiera) | C     | Corry Evans      |
| 5  | Inghilterra (bandiera)      | D     | Danny Batth      |
| 6  | Inghilterra (bandiera)      | D     | Callum Doyle     |
| 7  | Germania (bandiera)         | A     | Leon Dajaku      |
| 8  | Inghilterra (bandiera)      | C     | Elliot Embleton  |
| 9  | Galles (bandiera)           | A     | Nathan Broadhead |
| 10 | Inghilterra (bandiera)      | A     | Aiden O'Brien    |
| 11 | Stati Uniti (bandiera)      | C     | Lynden Gooch     |
| 13 | Inghilterra (bandiera)      | C     | Luke O'Nien      |
| 14 | Scozia (bandiera)           | A     | Ross Stewart     |
| 15 | Irlanda del Nord (bandiera) | C     | Carl Winchester  |
| 16 | Inghilterra (bandiera)      | D     | Jordan Willis    |

| N. |                             | Ruolo | Calciatore               |
| -- | --------------------------- | ----- | ------------------------ |
| 17 | Inghilterra (bandiera)      | D     | Dennis Cirkin            |
| 19 | Kosovo (bandiera)           | D     | Arbenit Xhemajli         |
| 20 | Inghilterra (bandiera)      | P     | Anthony Patterson        |
| 21 | Inghilterra (bandiera)      | C     | Alex Pritchard           |
| 24 | Inghilterra (bandiera)      | C     | Daniel Neil              |
| 25 | Inghilterra (bandiera)      | C     | Jack Clarke              |
| 26 | Australia (bandiera)        | D     | Bailey Wright            |
| 27 | Inghilterra (bandiera)      | C     | Jay Matete               |
| 32 | Irlanda del Nord (bandiera) | D     | Trai Hume                |
| 39 | Germania (bandiera)         | P     | Ron-Thorben Hoffmann     |
| 43 | Inghilterra (bandiera)      | C     | Harrison Sohna           |
| 48 | Svezia (bandiera)           | A     | Benjamin Mbunga Kimpioka |
| 77 | Inghilterra (bandiera)      | C     | Patrick Roberts          |